# Історія Чигирина
Чигири́н — місто районного підпорядкування, районний центр Чигиринського району Черкаської області України.

## Давні часи
Сліди проживання людей на території Чигирина сягають у глибоку давнину. Тут було відкрито залишки поселень епохи бронзи і черняхівської культури. Археологічні знахідки свідчать, що тут містилося чимале давньоруське поселення ХІ—ХІІІ ст. Очевидно, що територія Чигиринщини була південним прикордонним районом Київської Русі. На південний захід від Чигирина, понад Тясмином можна побачити залишки земляних валів, споруджених для охорони краю від степових орд.

## XIV століття
У другій половині XIV ст. територія Чигиринщини потрапляє до складу Литовського князівства, а з 1569 року — під владу Речі Посполитої. У ході численних спустошливих нападів татар і османів вона перетворюється на безлюдне урочище Дикого поля. Нове заселення цих земель пов'язане з розвитком феодалізму. Селянська біднота Волині, Поділля, Полісся і Галичини тікала від гноблення Речі Посполитої у середню Наддніпрянщину. В Дике поле приходили також втікачі із Московського царства і Білорусі, з Литви і Польщі. Вони і збудували перші оселі на місці сучасного Чигирина.

## XVI століття

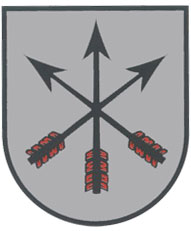
Герб Чигирина 1592 року

Чигирин відомий з першої половини XVI ст. як укріплений козацький зимівник, що мав невелику фортецю, у другій половині XVI ст. — центр Чигиринського староства. Король польський і великий князь литовський у 1532 році фортецю віддав у володіння черкаському старості Остафію Дашкевичу. Дещо пізніше під 1574 роком згадується про «обивателя» і козака чигиринського Тишка Волевича. Це поселення наприкінці 70-х років було зруйноване татарами. Однак Чигирин невдовзі відбудувався знову.
У 1589 році польський король Сигізмунд III Ваза своїм універсалом закріпив землі Чигирина за черкаським старостою Олександром Вишневецьким. Мешканцям міста були визначені межі «земель з ґрунтами, полями та іншими угіддями». Чигиринці повинні були виконувати всілякі повинності — нести сторожову службу, платити підводне, косове, бортну десятину. Віддаючи заміж дочку, батьки платили куни (12 грошей за дозвіл на одруження). На першу вимогу, мешканці мусили збройно виступати проти ворога під корогвою королівських старост.
Мешканці міста жили переважно з рільництва. Багатші мали корів, овець, коней. Розвивалися різні промисли — рибальство, боброве господарство, ставили млини, корчми, займались бортництвом тощо.
Щоб привабити ремісників і торговців у свої володіння, магнати часто свої поселення оголошували містами, чим добивалися для них права на самоврядування, дозволяли організацію цехів. У 1592 році Чигирин отримав магдебурзьке право і відтоді постійно зростав. Щорічно тут проводилися ярмарки та щотижневі торги.
У 1596 році чигиринці під проводом Юрія Богуна та Іллі Сутиги брали участь у селянсько-козацькому повстанні проти шляхти Речі Посполитої. Пізніше на пам'ять про ці події на Кам'яній горі були зроблені меморіальні написи.
Український дослідник Мирон Кордуба в «Польському словнику біографічному» подав, що руський воєвода Іван Данилович проводив активну колонізацію Дикого Поля, заклав (тобто почав будувати) місто Чигирин. Батько гетьмана Богдана Михайло Хмельницький був осадником того міста, отримав від І. Даниловича посілість (пущу, земельну ділянку) над річкою Тясмин милею вище від Чигирина, де збудував собі хутір. Біля цього хутора з часом постало село Суботів. Згідно звичаю «кресового», отримав ділянку без оформлення диплому (документу), а на підставі усної вказівки старости, що потім використали вороги сина Богдана, щоб забрати її собі.

## XVII століття

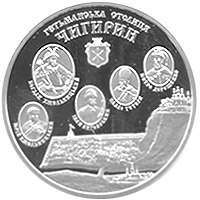
Пам'ятна монета НБУ — «Чигирин», з серії «Гетьманські столиці»

1622 року в Чигирині було 50 міщанських і 500 козацьких дворів (близько 3000 мешканців).
За умовами Куруківської угоди 1625 року Чигирин став осередком 1-тисячного козацького Чигиринського полку, що перебував на службі у Речі Посполитої.
З 1627 року біля Чигирина існував Троїцький монастир (спершу чоловічий; з 1735 р. — жіночий) (ліквідований у роки радянської влади).
Чигиринці 1630 року брали участь у козацькій війні проти Речі Посполитої під керівництвом Гетьмана Війська Запорозького Тараса Федоровича (Трясила).
1637 року мешканці Чигирина брали участь у козацькій війні проти Речі Посполитої під керівництвом Гетьмана Війська Запорозького Павла Бута (Павлюка) та полковника Карпа Скидана.
З 30-х років XVII ст. Чигирином і Чигиринщиною заволодів рід могутніх магнатів Конєцпольських, сваволя яких спонукала козаків скаржитися на великі кривди. Їм в 1644 році навіть вдалося добитися заміни полковника Закревжського, який вірно служив магнатам, іншою особою — Михайлом Кричевським, який пізніше став одним з найближчих сподвижників Б. Хмельницького.
З 1638 по 1647 роки чигиринським сотником був Богдан Хмельницький.
20 травня 1648 року армія Війська Запорозького, очолювана Гетьмана Війська Запорозького Богданом Хмельницьким визволила Чигирин з-під влади Речі Посполитої і приєднала до Війська Запорозького.
З 1648 по 1712 рр. — центр Чигиринського полку вже як адміністративно-територіальної одиниці Війська Запорозького.
З 1648 по 19 вересня 1676 роки Чигирин був резиденцією Гетьманів Війська Запорозького: Богдана Хмельницького, Івана Виговського, Юрія Хмельницького, Павла Тетері, Петра Дорошенка і столицею української держави Військо Запорозьке. Тут Б.Хмельницький приймав посольства Османської імперії, Швеції, Речі Посполитої, Італії, Австрії та інших країн.

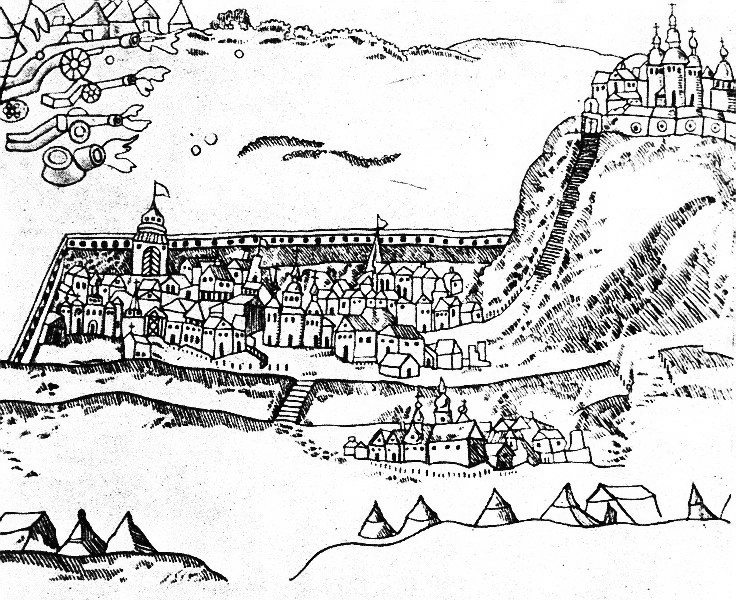
Чигирин. Деталь гравюри. 1678 р.

Місто виросло. Воно поділялось на дві частини: мале місто на горі, де знаходилися чигиринський замок і основні укріплення, і велике місто, розташоване попід горою. Обидва вони були обнесені муром. Замок на горі у довжину мав близько 200 метрів і в ширину — 150. Загальна довжина мурів сягала 750 метрів, а міських укріплень — близько трьох кілометрів. Як писав сирійський мандрівник Павло Алеппський, який побував у Чигирині у 1655 році: міська фортеця не має собі рівної в усій країні козаків. Єдиний вхід до Чигирина був лише з боку Суботова і проходив через цілу систему укріплень та підвісний Тясминський міст. У великому місті було кілька торговельних майданчиків, а також майдани біля Спаської та Успенської церков, біля гетьманського палацу тощо. Місто мало вільну забудову.
Чигирин став одним з найбільших ремісницьких центрів України. Тут кувалися мечі, шаблі, списи, виготовлялися рушниці, порох та інше військове спорядження.
Смерть Б.Хмельницького 1657 року була початком занепаду Чигирина.

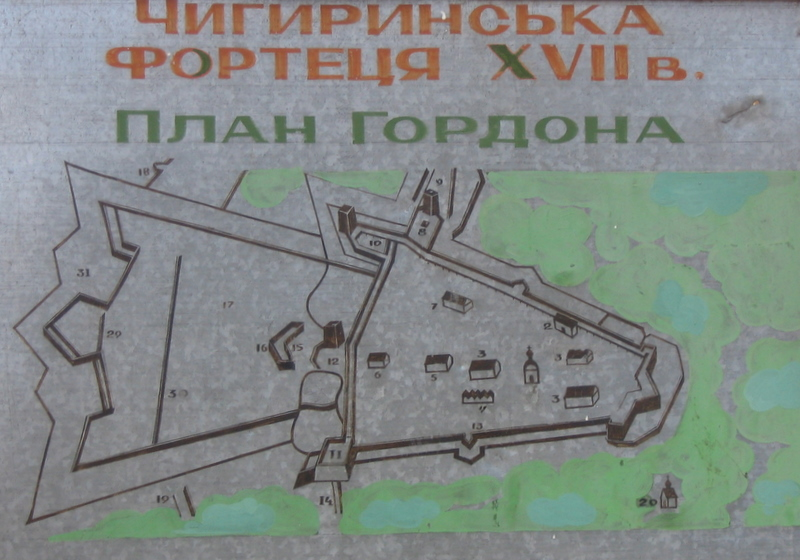
Схема фортеці на Замковій горі.

1675 року (восени) на козацькій раді в Чигирині Дорошенко Петро склав гетьманські клейноди, а Іван Сірко прийняв від нього присягу на вірність цареві. Московський уряд вимагав від Дорошенка присяги на лівому березі Дніпра в присутності гетьмана Лівобережної України Івана Самойловича і воєводи Григорія Ромодановського, від чого Дорошенко рішуче відмовився.
1676 року (восени) 30-тисячна московська армія і полки гетьмана Лівобережної України Івана Самойловича знову обложили Чигирин. 19 вересня 1676 розпочався штурм гетьманської столиці, яку обороняв всього двохтисячний загін сердюків. Після кількагодинного запеклого бою Дорошенко, розуміючи всю безвихідь становища, переконав козаків припинити опір.
1677 р. Османська імперія мала на меті опанувати стратегічно важливе місто Чигирин на Правобережжі й поставити там своїм васалом Юрія Хмельницького з титулом гетьмана Війська Запорізького й князя Сарматії (України).
Двічі османи ходили походами на Чигирин. Перший наступ почався влітку 1677 року, коли потужне османське військо (близько 100—120 000 вояків під проводом Ібрагіма Паші) обложило Чигирин, що його боронили гетьман Іван Самойлович з 20 000 — 25 000 козаків і московський воєвода Ромодановський Григорій Григорович з 32 000 московитів. Маючи величезну кількісну перевагу, османи сподівалася заволодіти містом за два-три дні. Але 3 тижні найжорстокіших боїв не принесли ворогові бажаних наслідків. Після приходу козацької підмоги, османи втекли в степ.
1678 р. влітку османи ще раз намагалися захопити Чигирин. Цього разу вони наступали з військом близько 200 000 вояків під проводом великого візира Кара-Мустафи. Московсько-козацьке налічувало близько 12 000 осіб. Після місяця завзятої боротьби османи захопили Чигирин, з якого залишилися самі руїни, але виснажені боротьбою і частими наскоками запорожців під проводом Івана Сірка вони залишили зруйнований Чигирин. Пізніш місто було відбите військами гетьмана І. Самойловича та московського воєводи Г. Ромодановського. Після цих походів на Чигирин Османська імперія уклала з Московією Бахчисарайський мир 1681 року.
В історії за обома цими походами османів закріпилась назва Чигиринських.
Після знищення османами і перенесення столиці до Батурина Чигирин занепав.
Згідно з так званим «Вічним миром», укладеним між Московським царством і Річчю Посполитою у 1686 році, Чигирин мав залишатися пустим до подальшої ухвали, тобто став нічийною територією, що масово приваблювало втікачів-кріпаків.

## XVIII століття

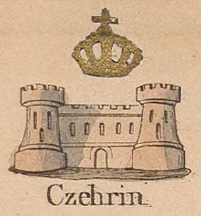
Чигирин на мапі Зигмунда Герстмана

У 1711—1712 рр. за наказом московської влади більшу частину козаків та цивільних мешканців міста було силою переселено на Лівобережжя.
У 1736 році уряд Речі Посполитої був змушений розташувати тут свої війська, щоб перерізати шлях гайдамакам, що йшли з Січі та долішнього Тясмину, де вони гуртувалися. Гайдамаки захопили Чигирин: місто здобув загін на чолі із запорожцем Гривою, який продовжив боротьбу, незважаючи на те, що ватажок Верлан (обраний у 1734 році) раніше утік в Молдавію.
1750 року в районі Чигирина діяли загони Івана Вовка та Грицька Похила. Тоді гайдамаки вдруге захопили Чигирин. Староста скаржився, що його староство зовсім зруйноване гайдамаками, а тому не спроможне платити земські податки до скарбниці воєводства.
В 1768 році Чигиринщина стає осередком селянського повстання Коліївщини. В Чигирині та його околицях діяв Семен Неживий. Його гайдамаки били шляхту та орендарів, «не вчиняючи притому ніякого грабунку». Загін швидко розростався. Побоюючись антифеодального руху, Російська імперія послала на допомогу Речі Посполитій війська для придушення повстання.
На рубежі 50—60-х років XVIII ст. були спроби відродити Чигиринську фортецю. В місті спорудили замок, нові укріплення в низовій частині. В ревізії 1765 року зазначалося, що «замок стоїть над рікою навпроти високої гори, на якій колись був старий замок і фортеця».
У 1797 році, після захоплення Російською імперією (1793), Чигирин став повітовим містом Київської губернії.

## XIX століття

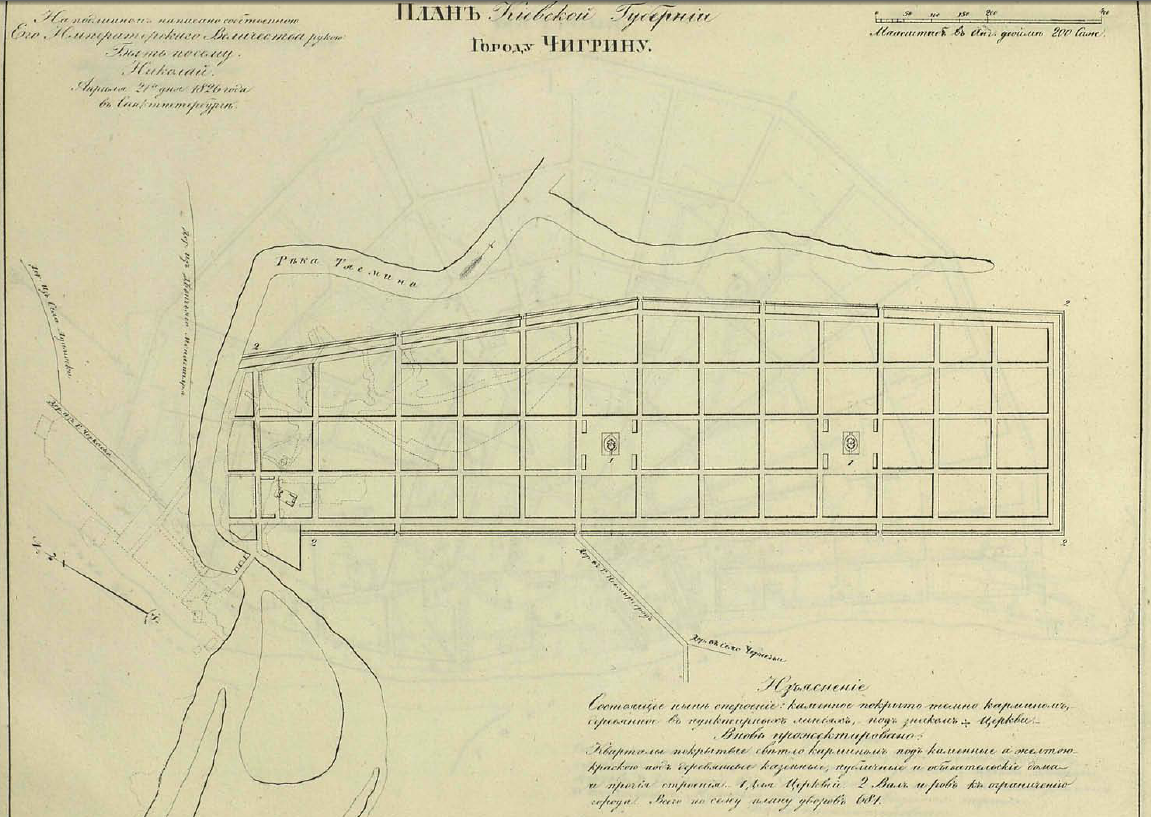
План міста Чигирин Київської губернії, затверджено 21 квітня 1826 року, Санкт-Петербург

Автор опису Чигирина XIX ст. пише, що він зовсім не схожий на місто. «Це справжнє село, яке відрізняється від інших сіл розташуванням присутніх місць у кам'яному будинку, а також кількома церквами. Все місто складається з вузьких, обведених лісою, вулиць, між якими стоять маленькі хатки під солом'яною покрівлею». Наявність повітового центру у Чигирині, організація щорічних ярмарків сприяли розвитку міста. Населення його зростало. Якщо у 1825 році тут налічувалося 2736 жителів, то в 1856 вже було 5921.
У цей час пожвавлюється ремісниче виробництво. Каменотеси на Кам'яній горі виготовляли жорна (в 1831 р.— 1100 жорен). Близько 300 міщан займалися візництвом, а ще близько 100 — торгівлею зерном та рибою. На чигиринських ярмарках продавались сукна, коноплі, льон, сушені фрукти, мед, віск, сало, хліб, а також жорна, будівельний камінь, шкіри тощо. Щовесни з південних губерній приганялися гурти рогатої худоби, табуни коней. Чигиринці закуповували їх для перепродажу. Місто мало 15 крамниць, трактир і 16 питійних закладів.
Деякі зрушення сталися і у культурному житті. 1830 року тут побудували лікарню, пошту. В парафіяльній школі 1857 року три вчителі навчали 24 хлопчиків.

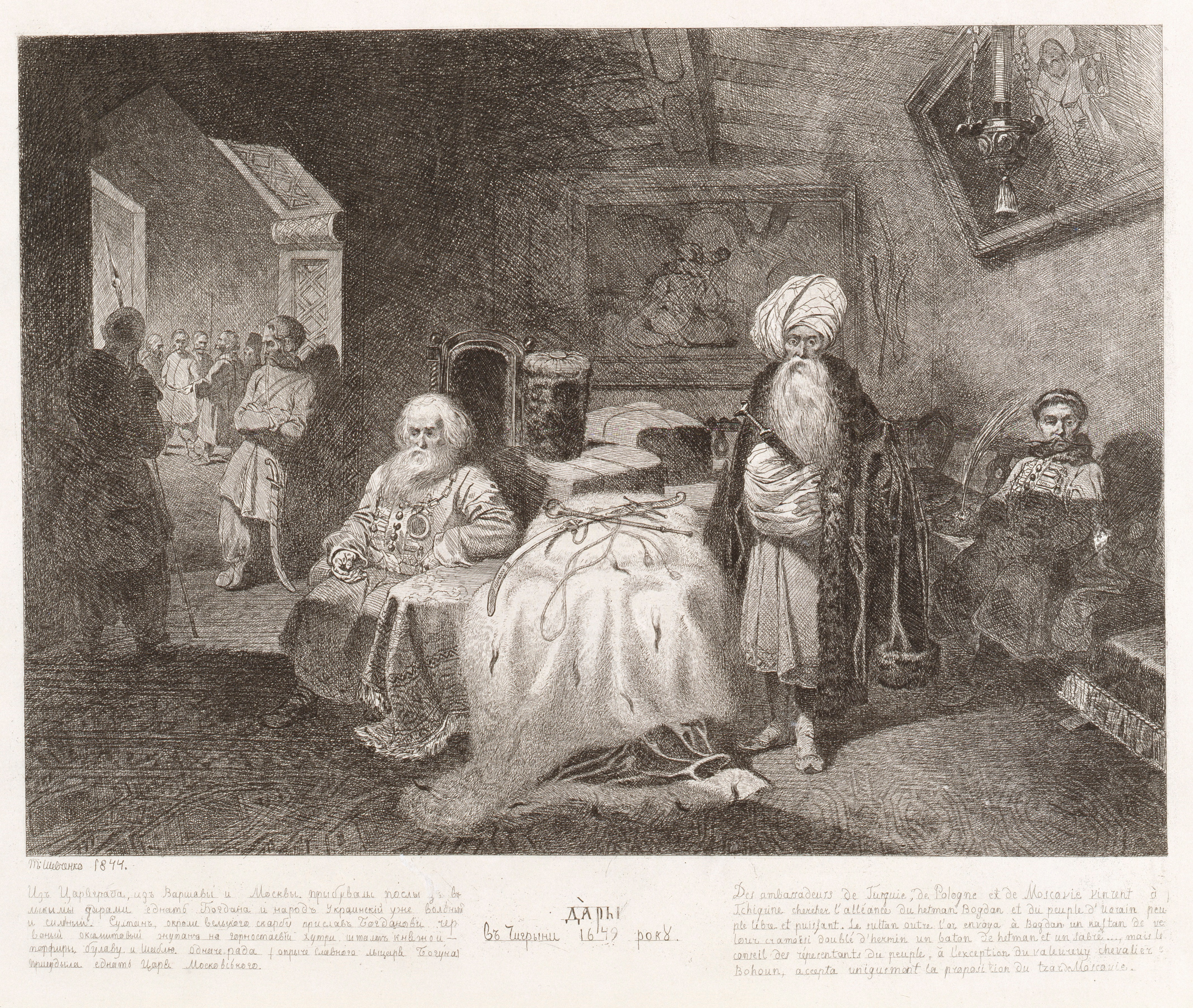
Т. Г. Шевченко. «Дари в Чигрині 1649 року»

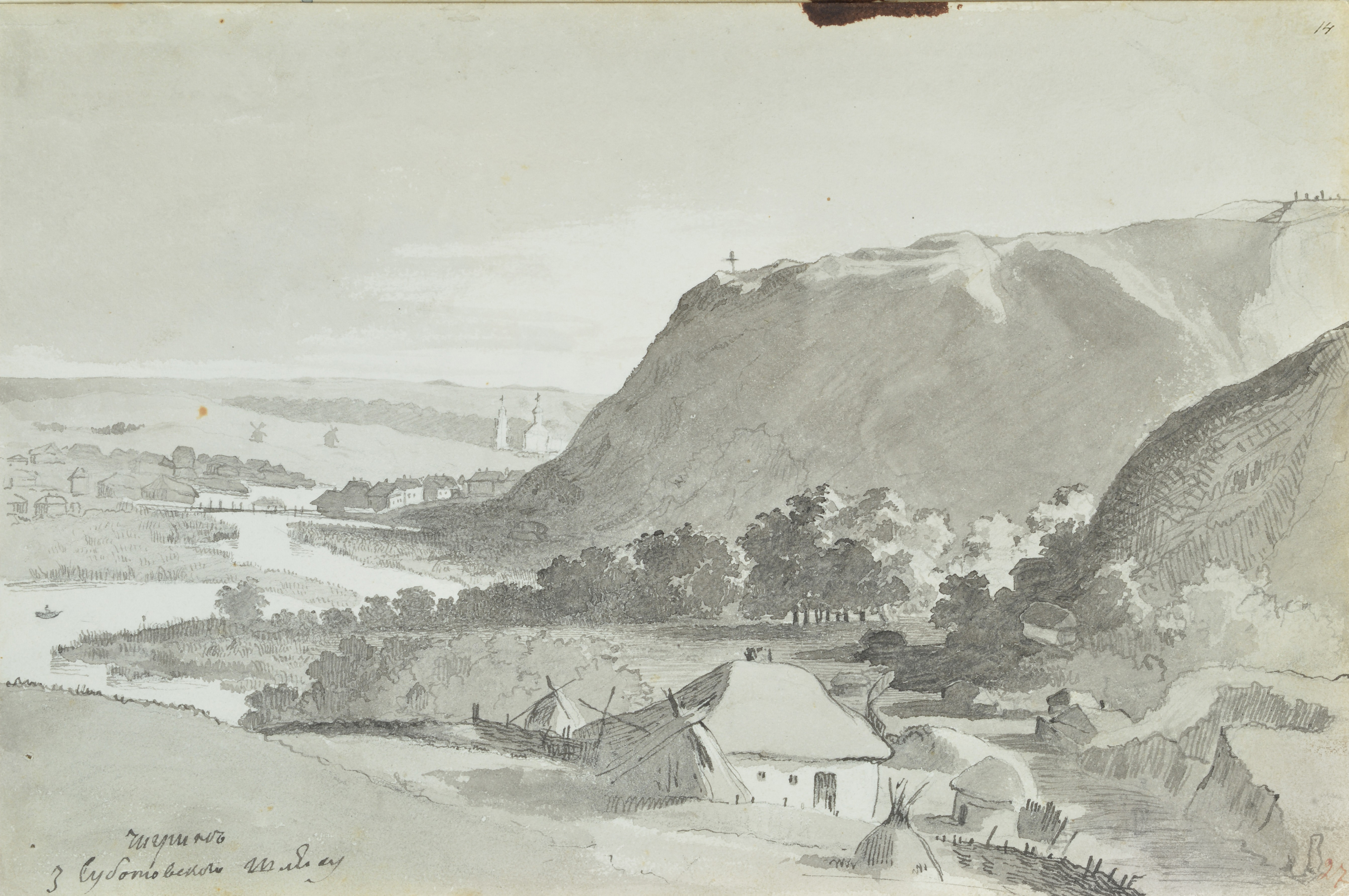
Т. Г. Шевченко. «Чигрин з Суботівського шляху»

У 1843 і 1845 роках в Чигирині побував Тарас Шевченко. Він зробив тут кілька малюнків на місцеві теми. Широко відомий його офорт «Дари в Чигрині 1649 року», присвячений козацькій раді 1649 року, твори «Чигрин з Суботівського шляху», «Чигринський дівочий монастир». Також він посвятив Чигирину багато рядків своєї поезії, зокрема «Розрита могила», «Чигирине, Чигирине», «Холодний Яр», «За що ми любимо Богдана». Багато уваги приділену місту і в знаменитій поемі «Гайдамаки».
Чигирине, Чигирине,
Все на світі гине,
І святая твоя слава,
Як пилина, лине…
«Чигирине, Чигирине»
Гетьмани, гетьмани, якби-то ви встали,
Встали, подивились на той Чигирин,
Що ви будували, де ви панували!
Заплакали б тяжко, бо ви б не пізнали
Козацької слави убогих руїн.
«Гайдамаки»
Перед реформою 1861 року селянство Чигиринщини поділялось на поміщицьких і казенних. Його розшарування виявлялось тут особливо яскраво. З обстежених 4303 дворів (4618 господарств) повіту 71.2 % були безкінними.
Після реформи почався несправедливий перерозподіл землі. Кращі землі і більші паї отримали ті, хто мав доступ до влади, інші як паї отримали піщані ґрунти, болота, за які також було необхідно платити земельну плату. Це привело до заворушень в 1875—1876 рр. У ті роки народники Я. Стефанович, Л. Дейч та І. Бохановський готували на Чигиринщині повстання. Вони організували серед місцевого селянства «Таємну дружину» у складі близько 1000 чоловік, що ввійшла у історію, як «Чигиринська змова». Повстання передбачалося розпочати у жовтні 1877 року, але організацію було розкрито і над селянами вчинено розправу.

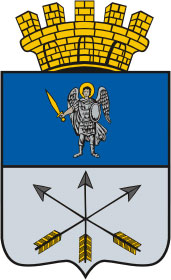
Герб Чигирина 1852 року

Скасування кріпацтва та подальший розвиток капіталізму в Російській імперії спричинили зміни і в житті чигиринців. Зростало населення міста. У 1897 році тут проживало 9872 чоловіка. Будувалися дрібні підприємства та майстерні напівкустарного типу. Вони виробляли полив'яний посуд, виготовляли вози, вила, граблі, та інший сільськогосподарський реманент. Крім того, в 1897 році обробкою волокна займалося 6 осіб, тваринницьких продуктів — 14, дерева — 36, металу — 47. В місті працювало 205 кравців, 133 будівельника, 36 візників. Переважна більшість населення займалась сільським господарством: 317 чоловік — рільництвом, 13 — тваринництвом, 29 — рибальством і мисливством. У торгівлі було зайнято 251 чоловік.
Серед чигиринців була дуже популярна морська служба. Наприкінці XIX ст. тут проживало близько 2 тисяч чоловік, які в різні роки були моряками (понад 100 чоловік шкіперами). З Чигирина родом Ф. С. Предтеча, автор слів до популярної російської пісні «Раскинулось море широко» (написав 1906 року на пароплаві «Одеса» у Червоному морі). Фраза з пісні «напрасно старушка ждёт сына домой» стала крилатим висловом.
В одній з доповідей повітової земської управи говорилося, що Чигирин переживає сумну фазу. Нерви нового економічного життя — залізниці, його не зачепили і місто біднішало, аж поки не дійшло до становища «закинутої закутини».
Тут була одна лікарня на 30 ліжок, 8 лікарів, 2 акушерки, а також 2 аптеки та аптечний магазин. У 1881 році відкрито 2 початкові школи.

## XX століття

Листівка з видом Чигирина. Початок XX ст.

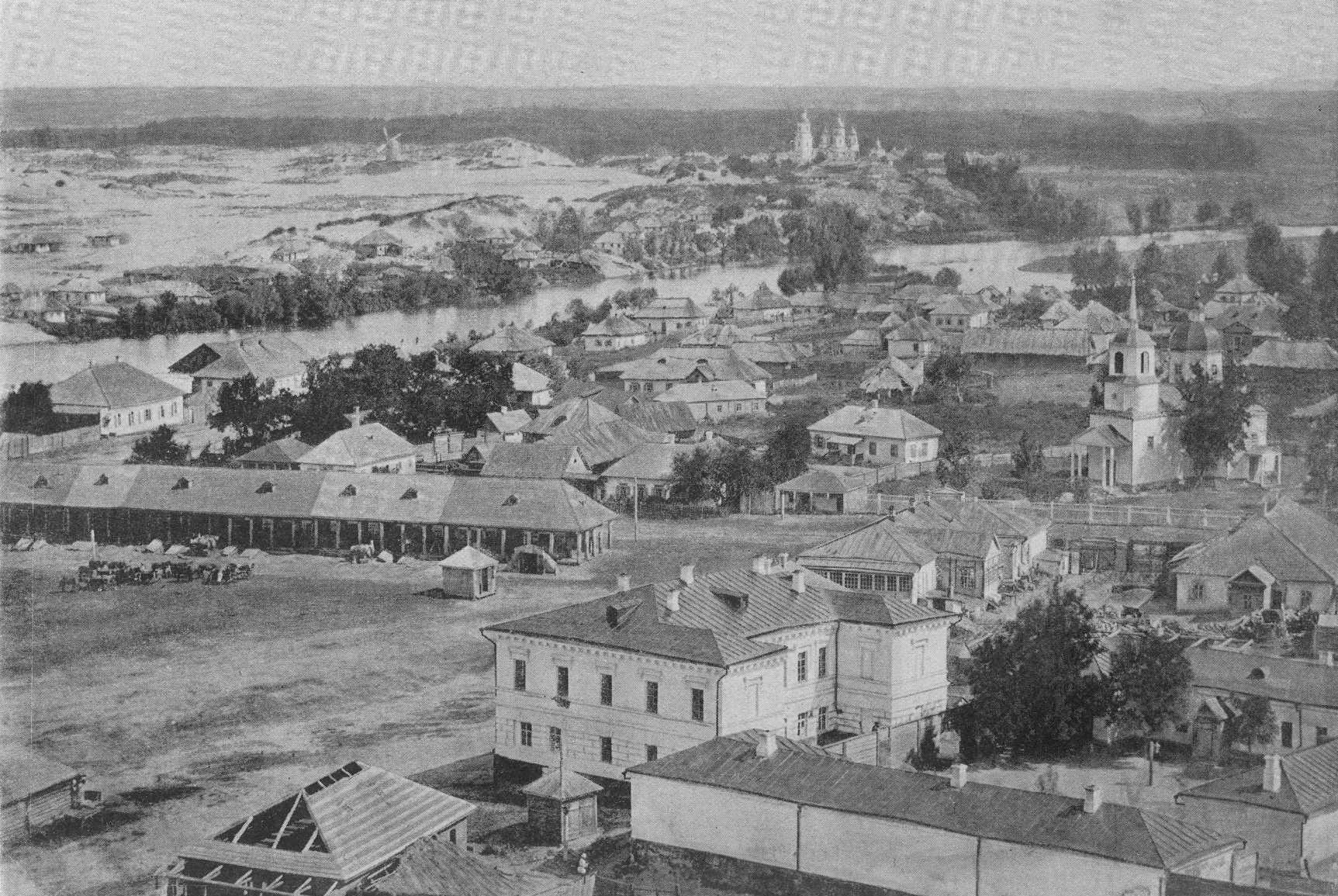
Чигирин 1902 рік.

В 1900 році в Чигирині було 10098 мешканців (4790 чоловіків і 5308 жінок), в тому числі 62,7 % православних, 35,2 % євреїв, 0,1 % католиків.
За даними «Списка населенных мест Киевской губернии» 1900 року, населення міста складало 10 199 осіб — 4850 чоловіків та 5349 жінок. Православних налічувалося 7102, католиків 23, лютеран 1, євреїв 3063 та старовірів 10.
З навчальних закладів у місті були: двокласне міське чоловіче училище, двокласне міське жіноче училище, церковно-парафіяльна школа, 6 шкіл грамоти та 16 єврейських хедерів. У місті було: 1 соборна церква, 2 парафіяльні церкви, жіночий монастир, 3 єврейських молитовних будинки. У місті квартирували 50 військових.
У місті діяла бібліотека, була лікарня. Діяло 3 мебльованих дворів. Діяв винний погріб та 2 пивних лавки. Також у місті діяв міський суспільний банк.
Серед торговельно-промислових закладів у місті були: 3 шкіряних заводи, копальна гора, копальня, заклад мінеральних вод, цегельний завод, маслоробня, паровий млин, 13 кузень, 5 слюсарних майстерень та 25 вітряків.
У місті була пожежна частина з каланчею, штат складався із брандмейстера та 10 робітників, спорядження складали 10 коней, 3 труби, 5 рукавів, 6 діжок, 17 відер, 3 драбин, 9 багрів, 6 сокир, 1 лома, 7 залізних лопат. Утримання пожежної частини коштувало 2976 рублів 92 копійки на рік.
В 1910 році місто мало 5 шкіл, де 17 учителів навчало 558 учнів. На освіту в місті витрачалося 4960 крб., тоді як на утримання поліції — 7136 крб. Тут працювала одна бібліотека, дві друкарні і фотосалон, діяли чотири церкви, три молитовні будинки, десятки трактирів та шинків.
Революційні виступи 1905—1907 рр. охопили 23 села Чигиринського повіту і саме місто. У квітні 1905 року застрайкували робітники чинбарні та швейної майстерні. Тоді ж у місті з'явились брошури під назвою «Шляхом до соціалізму», а на міському ринку 26 квітня були розкидані прокламації.
Після придушення виступів, у в'язниці Чигирина, розрахованій на 80 осіб, у 1909 році перебувало 139 в'язнів.
Напередодні першої світової війни в Чигирині не було жодного великого господарства. На 1912 рік в місті працювало 6 чинбарень, 3 парові млини, 3 канатні підприємства, завод мінеральних вод, цегельня, олійниця та кар'єр.
Після початку першої світової війни, сотні мешканців Чигирина пішли на фронт. Робочих рук не вистачало. Господарство занепадало, що сприяло новим революційним рухам. Так, після лютневої революції з березня в Чигирині почала діяти рада робітничих і солдатських депутатів.
На початку жовтня 1917 р. в місті пройшов з'їзд «вільного козацтва», на якому був обраний отаманом генерал царської армії Павло Скоропадський, який організував повітовий загін.
На початку 1918 р. в Чигирині був створений військово-революційний комітет, на чолі якого став матрос Чорноморського флоту Михайло Брайко. 28 січня в місті відбувся з'їзд представників громадських організацій, який проголосив себе тимчасовою Радою робітничих, селянських та інвалідських депутатів.
На початку березня місто було окуповане кайзерівськими військами. Почалася нова боротьба за визволення. Після вбивства німецького коменданта було заарештовано близько 500 чоловік, багатьох з яких страчено. В липні 1918 року партизани оточили і знищили в чигиринських казармах загони «варти». Німецьке командування змушене було відмовитися від розміщення в Чигирині повітової комендатури, перенісши її до села Нова Осота.
В травні 1919 року у місто ввійшли війська отамана Григор'єва, а в серпні генерала Денікіна.
1910 року центр повіту було перенесено із Чигирина у Кам'янку.

### Радянські часи
У 1923 році Чигирин стає районним центром.
З 1923 року в Чигирині почав працювати театр ім. Воровського.
У 1924 році у місті організоване Чигиринське сільськогосподарське товариство «Перший крок», що було першим у районі і членами якого стали 19 родин. Товариство мало 32 га землі, 2 сівалки, 2 культиватори, 3 вози. Проте артільне господарство зростало повільно. Селяни противилися колективізації.
В той же час на Чигиринщині було багато дрібноремісницьких закладів (близько 500). Значна частина їх зосереджувалася у місті. Тут виробляли гончарний посуд, смолу, дьоготь, бондарні вироби, дерев'яні колеса, нескладне сільськогосподарське залізне і дерев'яне знаряддя тощо.
З 1925 року у місті почала діяти Чигиринська дитяча колонія, в якій виховувалось 50 дітей.
В 1928 році при Чигиринській семирічній школі розпочала діяти друга школа для дорослої молоді, відкрито перший дитячий майданчик на 100 дітей.
Місцевий радіовузол у 1931 році налічував 97 радіоточок.
У 1932 році в Чигирині створено машино-тракторну станцію. МТС будувала цехи, майстерні для ремонту техніки, готувала кадри механізаторів. Цього ж року вийшов перший номер районної газети «Ленінським шляхом».
У 1939 році розпочав роботу вже районний вузол радіомовлення. На базі Кіровоградської школи соціалістичного обліку та річної школи бухгалтерії засновано Чигиринський сільськогосподарський технікум бухгалтерського обліку.
Напередодні Другої світової війни місцевий шкіряний завод щорічно обробляв близько 4000 шкір, виготовляв юхту, підошви, хром. Працював деревообробний комбінат, що 1940 року виготовив меблів та іншої продукції на суму 870 тисяч карбованців. Цегельний завод випалював понад мільйон штук цегли. В місті діяли кілька артілей:
- «Жовтнева революція» — шила одяг;
- «Червоний чигиринець» — виготовляла взуття;
- «Художекспорт» — спеціалізувалась на вишивці на одягу, серветках, скатертях.

В 1938 році відкрились підприємства швейної і лозомеблевої промисловості. Кількість робітників Чигирина досягла 1367 чоловік.

#### Друга світова війна
7 серпня 1941 року німецькі війська захопили Чигирин. Було зруйновано майже все місто і розстріляно близько 2 тисяч чоловік. Понад тисячу юнаків і дівчат було вивезено до Німеччини. В цей час на Чигиринщині починають діяти декілька партизанських загонів, що базувалися поблизу Чигирина в Холодному Яру.
12 грудня 1943 року після запеклих боїв 138-а стрілецька дивізія, 5-а гвардійська повітрянодесантна дивізія та 452-й винищувальний протитанковий артилерійський полк звільнили місто від нацистів.
Почалось відбудування промисловості. На початку 1944 року відновили свою роботу артіль «Художекспорт», райхарчкомбінат, деревокомбінат та інші.
1111 чигиринців, учасників війни, нагороджені нагородами СРСР.
На міській площі, біля Тясмину, 9 травня 1965 року поставлено монумент «Слави» загиблим воїнам.

#### Післявоєнні часи
Після визволення міста почалась його поступова відбудова. Більшість промислових підприємств було реконструйовано чи споруджено заново. Відновили і з часом перевищили свої довоєнні потужності промисловий комбінат, хлібозавод, млин тощо.
У 1954 році на великій просторій площі по вулиці Жовтневої революції, поблизу підніжжя Кам'яної гори, закінчено будівництво Будинку Рад за проектом архітектора О. І. Возного. Поряд з ним розміщено палац культури і спорту. Стали до ладу новий триповерховий готель на 80 місць, універмаг «Ювілейний», широкоекранний кінотеатр, гастроном, пошта, приміщення районної друкарні тощо.
Забудова й озеленення міста йшли згідно з планом реконструкції, складеним архітекторами Харківського відділення Діпроміста. В 1967 році в місті закладено парк на честь 50-річчя Жовтня, на вулицях міста висаджено багато дерев.
Протягом 50-60-х років на міському харчокомбінаті з'явилися цехи: комбікормовий, консервний, холодильний і безалкогольних напоїв, вальцовий млин тощо.
У 1960 році став до ладу маслозавод, який щорічно виробляв сиру, вершків, масла та іншої молочної продукції понад 1,2 тис. тонн.
За період з 1960-го по 1970-й роки третина мешканців міста переселилася в нові будинки та комунальні квартири. 17 км вулиць було забруковано та заасфальтовано. Вступила перша черга міського водопроводу довжиною 12 км, збудовано газозаправний пункт. Місто стало повністю електрифіковане і радіофіковане, на Кам'яній горі встановлено телевізійний ретранслятор. Побудовано поліклініку та стаціонарну лікарню на 365 ліжок, протитуберкульозний та неврологічний диспансери на 100 ліжок, пологову лікарню, аптеку тощо.
13 жовтня 1967 року на Кам'яній горі відкрито скульптуру Богданові Хмельницькому.
У 1970 році меблева фабрика ім. Б.Хмельницького виросла у підприємство, яке давало виробів на суму 1,2 млн карбованців. Колишня чибарня перетворилася в шкіряно-галантерейну фабрику з колективом робітників понад 500 чоловік і виробляла жіночі сумочки, санітарні і господарські саквояжі, господарські фартухи тощо.
Чигиринський колгосп, що після війни носив ім'я В. І. Леніна, а з 1963 року — Шевченка у 1971 році мав 41 трактор, 20 вантажних автомобілів, 9 комбайнів.
Станом на 1971 рік у місті працювало 2 середні, восьмирічна і дві початкові школи. Крім того працювала заочна середня школа, технікум бухгалтерського обліку, 12 бібліотек з фондом 1,3 млн. книг.

### Роки незалежної України

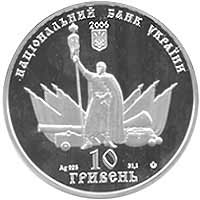
Монета НБУ із серії «Гетьманські столиці» — Чигирин. Аверс

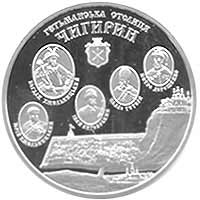
Реверс

## Виноски
1. ↑  Korduba M. «Chmielnicki Michał (†1620)» / Polski Słownik Biograficzny.— Kraków, 1937. — t. III/4, zeszyt 14. — S. 336-337 [Архівовано 1 лютого 2014 у Wayback Machine.] (пол.)
2. ↑  Гуржій О. І. Верлан [Архівовано 12 жовтня 2016 у Wayback Machine.] // Енциклопедія історії України : у 10 т. / редкол.: В. А. Смолій (голова) та ін. ; Інститут історії України НАН України. — К. : Наукова думка, 2003. — Т. 1 : А — В. — С. 484. — ISBN 966-00-0734-5.
3. ↑  Онацький Є. Гайдамака // Українська мала енциклопедія. — К. : університетське видавництво «Пульсари», 2016. — Т. І. — Видання друге, уточнене. — С. 216. — ISBN 978-617-615-060-2, ISBN 978-617-615-061-1 (том 1).
4. ↑  «Чигирин» в Енциклопедичному словнику Брокгауза і Ефрона [Архівовано 5 вересня 2008 у Wayback Machine.] (рос.)
5. ↑  Списокъ населенныхъ мѣстъ Кіевской губерніи. Изданіе Кіевскаго Губернскаго Статистическаго Комитета. — Кіевъ : Типографія Ивановой, аренд. А. Л. Поповымъ, Спасская 10, 1900. — LXXXI + 1896 с. (рос. дореф.)